# Misosoppa
Misosoppa (味噌汁 miso shiru?) är en japansk soppa som innehåller miso och dashi. Soppan tillreds oftast med wakame, salladslök och tofu, men kan även serveras med t.ex. nudlar, fisk och ris.

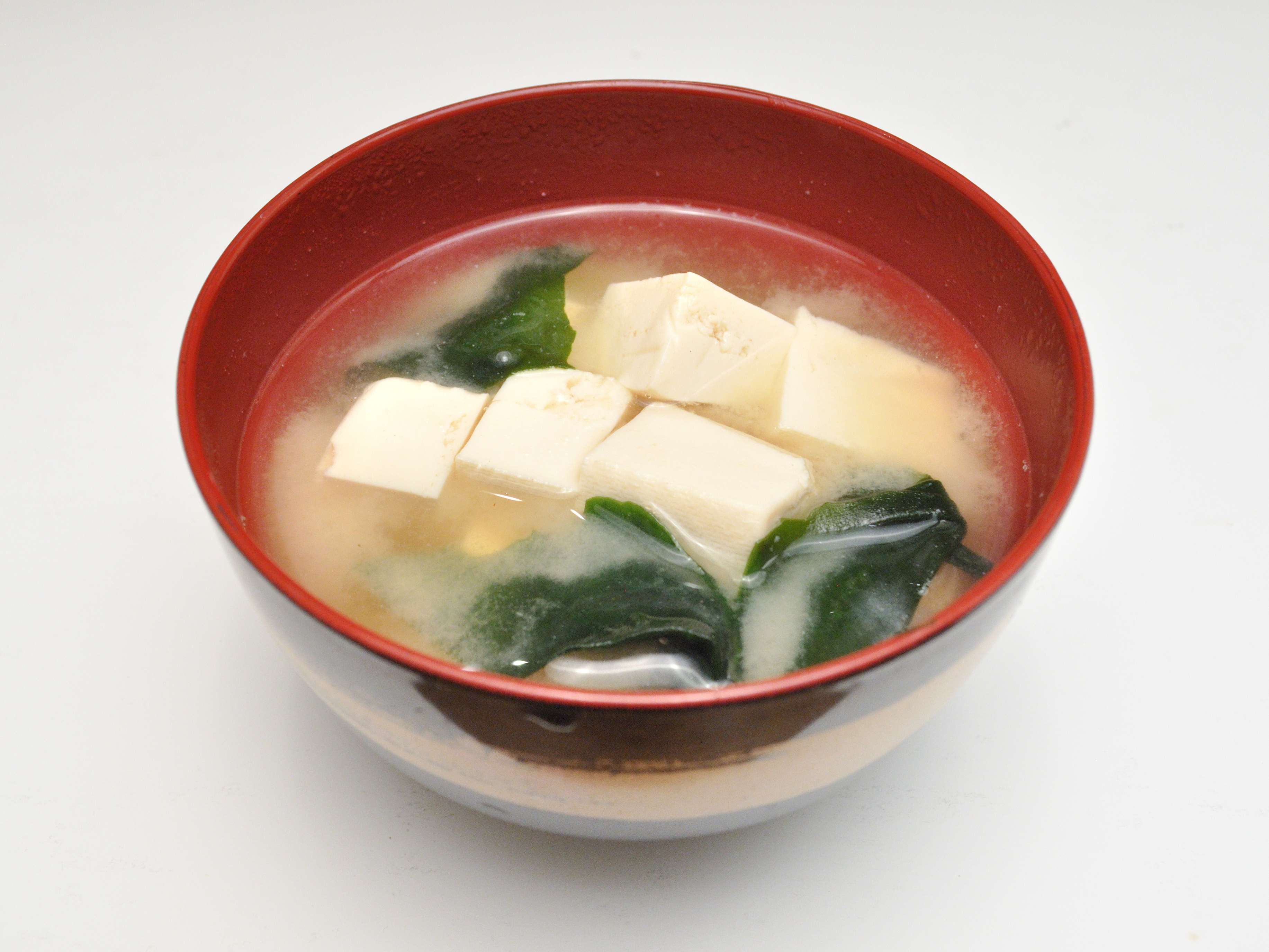
Misosoppa

Misosoppa dricks ofta direkt ur skålen och serveras ofta tillsammans med sushi på japanska restauranger, eller tillsammans med sashimi. Det blev vanligt att äta misosoppa i Japan under edoperioden och några år tidigare. En skål misosoppa är aldrig en hel måltid utan den serveras traditionellt i Japan tillsammans med ris till andra måltider. En enkel klassiker är misosoppa, ris, nori och inlagda grönsaker.

## Sverige
Misosoppan kom till Sverige under 1950-talets början. Den var till en början ingen succé, men efter några decennier började folk få upp ögonen för den, och numera finns den att beställa på i princip varenda östasiatisk restaurang i hela Sverige. Misosoppan får sin typiska smak från mison och dashi-buljongen men smaken varierar i hemlandet beroende på var i landet den tillreds.